# Hattelmala
Hattelmala est le 22ème quartier d'Hämeenlinna en Finlande.

## Présentation
Situé au sud du centre-ville. Hattelmala, qui est un ancien village de Vanaja, est surtout connu pour l'esker Hattelmalanharju, qui le sépare de Kankaantausta, et au sommet duquel passait la valtatie 3 et maintenant passe une route locale. 
Le quartier est limité au nord par la valtatie 10, à l'est par la valtatie 3, au sud par la municipalité de Janakkala et à l'ouest par Munakas.
De nos jours, le village d'Hattelmala est une zone urbaine de maisons individuelles, où lon ne peut construire d'immeubles résidentiels. 
L'exception est la zone du village de Kankaantausta, qui est restée dans la municipalité de Vanaja lors de la fusion de communes de 1948.